# Ichneumon laevibasis
Ichneumon laevibasis är en stekelart som beskrevs av Hellen 1951. Ichneumon laevibasis ingår i släktet Ichneumon och familjen brokparasitsteklar. Inga underarter finns listade i Catalogue of Life.